# Вани
Вижте пояснителната страница за други населени места с името Вани.
Вани (грузински: ვანი) е град в Имеретия, Грузия. Разположен е на река Сулори (приток на Риони), на около 41 km югозападно от Кутаиси и на около 19 km източно от Самтредия. Административен център е на Вански район. Към 2014 г. има население от 3744 души.

## История
Вани съществува от 8 век пр. Хр.. Археологически разкопки в района се провеждат от 1947 г. насам. В хода на разкопките са открити останките на богат древен град от епохата на Колхида. Откъде идва името на града все още не е ясно. Въпреки това могат да се определят четири основни периода на града. Първият обхваща 8 – 7 век пр. Хр., когато се смята, че Вани е бил център на култа. Втората фаза обхваща 6 – 4 век пр. Хр. и е свързан основно с дървени постройки, олтари за жертвоприношения и богати погребения. По това време Вани е бил културен и административен център в кралството на Колхида. Третият период обхваща втората половина на 4 век до първата половина на 3 век пр. Хр. Отличава се главно с каменни постройки и богати погребения. Четвъртата фаза обхваща 3 – 1 век пр. Хр. Тогава вече има защитни стени, портал, светилища, храмове, олтари, както и леярна за бронзови статуи. Според археологическите проучвания, Вани е бил разрушен в средата на 1 век пр. Хр. Впоследствие статутът на града спада на село. Едва през 1981 г. Вани получава статут на град.

## Икономика
Развити са хранително-вкусовата и шивашката промишленост. Градът също така разполага с балнеолечебни курорти.

## Побратимени градове
- Амвросиевка, Украйна
- Фалън, Невада, САЩ
- Просър, Вашингтон, САЩ
- Ашкелон, Израел